# Astronesthes indicus
Astronesthes indicus és una espècie de peix de la família dels estòmids i de l'ordre dels estomiformes.

## Morfologia
- Els mascles poden assolir 21 cm de longitud total.
- Nombre de vèrtebres: 43-46.[4][5]

## Alimentació
Menja peixos i crustacis.

## Hàbitat
És un peix marí i d'aigües profundes que viu entre 1-3.000 m de fondària.

## Distribució geogràfica
Es troba a l'Atlàntic oriental (des de Madeira fins a Sud-àfrica); l'Atlàntic occidental (25°N-5°N); des de l'Àfrica oriental, el Golf d'Aden i la Badia de Bengala fins a les Hawaii, el Japó, les Filipines i el nord-oest d'Austràlia; el Pacífic oriental (incloent-hi les Illes Galápagos) i la Mar de la Xina Meridional.